# Законодательство о животных
Законы о животных область права, которая охватывает домашних животных, дикую природу, животных, используемых в развлечениях, и животных, разводимых для еды и исследований.

## Законодательство в защиту животных

### Всемирная декларация прав животных
Всемирная декларация прав животных (англ. Universal Declaration of Animal Rights) — Принята Международной Лигой прав животных 23 сентября 1977 года в Лондоне. Объявлена 15 октября 1978 в штабе ЮНЕСКО в Париже. Текст пересмотрен Международной Лигой прав животных в 1989, представлен Генеральному директору ЮНЕСКО в 1990, обнародован в 1990. В преамбуле про животных написано «…животные являются живыми существами, обладающими способностью чувствовать и, поэтому, заслуживают особого отношения и уважения…» Декларация наделяет животных правами на уважение, предписывает отсутствие жестокого обращения, недопустимость убийства диких животных без надлежащей необходимости, недопустимость эвтаназии здорового домашнего животного либо выбрасывание его на улицу, и т. п.

### Законы против жестокого обращения с животными
В Австрии 1 января 2005 года вступил в силу принятый 27 мая 2004 года Австрийский акт о благосостоянии животных, — один из наиболее масштабных законов о защите животных из когда-либо вводившихся. В нём запрещено содержать батарейные птицефабрики и фермы интенсивного животноводства, а также запрещается привязывать коз и лошадей, держать на цепи собак, торговать, причинять боль при дрессировке, купировать уши и хвосты, продавать котов и собак в магазинах домашних животных, использовать диких животных в цирках, убивать животное без анестезии или оглушения, и т. д.

#### Жестокое обращение
- Россия — существует статья 245 Уголовного кодекса РФ, «Жестокое обращение с животными», предусматривающий за умышленное жестокое обращение с животными штраф в размере до 80000 рублей, или в размере заработной платы или иного дохода осужденного за период до шести месяцев, либо исправительными работами на срок до одного года, либо арестом на срок до шести месяцев. В случае отягчающих обстоятельств (деяние совершено группой лиц, по предварительному сговору, и т. п.), наказывается штрафом в размере от 100000 до 300000 рублей, или в размере заработной платы или иного дохода осужденного за период от одного года до двух лет, либо лишением свободы на срок до двух лет.

27 декабря 2018 принят Федеральный закон N 498-ФЗ «Об ответственном обращении с животными и о внесении изменений в отдельные законодательные акты Российской Федерации».
- Украина — Закон № 3447-IV, «О защите животных от жестокого обращения» принят 14 марта 2006 года. В нём предписываются правила содержания животных, «соответствующие их биологическим, видовым и индивидуальным особенностям», запрещено причинение животным боли и страданий в тех случаях, когда этого можно избежать, запрещена пропаганда жестокого обращения с животными, и т. д.

#### Звероводство
- Россия — звероводство разрешено, но с 18 марта 2009 года полностью запрещён промысел детёнышей тюленя (бельков) возрастом до одного года, которые ранее забивались на первой-второй неделе жизни с целью получения меха. Кампания за введение этого запрета активно проводилась с 2008 года при поддержке многих артистов России. Ю. Трутнев, глава министерства природных ресурсов и экологии РФ, отметил событие о принятии закона следующим комментарием:

...Кровавый вид тюленебойного промысла, забой беззащитных животных, который и охотой-то назвать нельзя, у нас запрещён так же, как в большинстве развитых стран, это серьёзный шаг вперед к сохранению биоразнообразия Российской Федерации.Ю. Трутнев, глава министерства природных ресурсов и экологии РФ
- В 2007 году Европейский Союз запретил торговлю изделиями из меха кошек и собак (в Европе выращивание кошек и собак на мех никогда не практиковалось, во всяком случае легально, однако он ранее доставлялся импортом из Китая)[6][7][8].
- Австрия — звероводство полностью запрещено в шести из девяти земель[9]
- Нидерланды — 30 июня 2009 года парламент Нидерландов принял закон о полном запрете звероводства. Закон вступит в силу в 2018 году, если будет одобрен Сенатом.[10] До этого в 1995 году были приняты законы о запрете на разведение лис в 1995 году и шиншилл в 1995 году, которые вступили в силу с 1 апреля 1998 года.[9]

#### Вивисекция
- В Европейской Конвенции № 123 говорится, что в базовых курсах обучения университетского образования вообще не должны использоваться животные.[11]
- Европейская Директива № 86/609 предписывает обязательную замену альтернативой эксперимента над животным, в тех случаях, когда это возможно.
- Во многих странах мира де-юре действуют законы, ограничивающие нанесение вреда и боли подопытному животному, а также запрещающие некоторые виды экспериментов (но де-факто эти предписания в значительной степени не соблюдаются).
- США — в 1987 году был создан прецедент отказа студентом от проведения вивисекции в учебном процессе, после котором суд признал за студентом такое право и потребовал от вуза зачесть дисциплину. После этого в Калифорнии был утвержден билль прав калифорнийских студентов, позволяющий студентам не участвовать в опытах на животных, если это противоречит их нравственным принципам.

Кроме того, аналогичный закон действует для Великобритании, Италии, и Швеции. Данное правило (иногда его называют политикой выбора студента) также действует в рамках региональных и национальных законов в других странах, иногда его сознательно включают в свой устав некоторые ВУЗы. Ряд ВУЗов в разных странах вообще отказался от опытов на животных в учебном процессе.

#### Сельскохозяйственные животные
- Европейская конвенция о защите животных при международной перевозке 1968 года ограничивает процедуру транспортировки животных рядом правил, предпринятых с целью минимизировать страдания животных во время перевозки[12].

#### Законы против жестоких религиозных способов забоя
Способы забоя животных, принятые в исламе и иудаизме, требуют, чтобы горло было перерезано животному, находящемуся в полном сознании. После этого животное остаётся в сознании ещё длительное время и бьётся в агонии иногда несколько минут по мере того как из него вытекает кровь.
В связи с жестокостью подобного метода в Норвегии, Швеции и Швейцарии ритуальный забой животных для мусульман и иудеев законодательно запрещён без предварительного оглушения животного (что противоречит требованиям религий). Наличие подобных законов вызывают протесты со стороны мусульман и религиозных евреев.

## Регуляционные и уголовные статьи с упоминанием животных в России
В России прямо не ограничивается количество животных, проживающих у хозяина; не запрещено держать дома собак бойцовских пород, ядовитых змей или крокодилов.
Известен случай осуждения в Йошкар-Оле в 2007 году хозяйки собак по статье 213 УК РФ за «хулиганство, совершённое с применением предметов (использованием собак) в качестве оружия». Писатель и журналист Дмитрий Соколов-Митрич подверг критике российских собаководов, подняв проблему законодательного пробела в этой сфере.
В Москве за выгул собаки на территории образовательных учреждений, детских площадок, больниц, её владелец может быть подвергнут штрафу в размере от 500 до 1000 рублей
В Московской области ответственность за нарушение порядка выгула домашних животных предусмотрена ст.27 Закона Московской области N 161/2004-ОЗ от 30 ноября 2004 года, штраф составляет от ста до одной тысячи пятисот рублей.